# Timpone della Capanna
Timpone della Capanna este o arie protejată (arie specială de conservare — SAC, sit de importanță comunitară — SCI) din Italia întinsă pe o suprafață de 29 ha, integral pe uscat.

## Localizare
Centrul sitului Timpone della Capanna este situat la coordonatele 39°54′00″N 16°08′20″E / 39.900028°N 16.138994°E.

## Înființare
Situl Timpone della Capanna a fost declarat sit de importanță comunitară în septembrie 1995 pentru a proteja 1 specie de plante și 4 specii de animale. Situl a fost protejat și ca arie specială de conservare în iunie 2017.

## Biodiversitate
Situată în ecoregiunea mediteraneană, aria protejată conține 4 habitate naturale: Pajiști uscate seminaturale și facies de acoperire cu tufișuri pe substraturi calcaroase (Festuco-Brometalia) (* situri importante pentru orhidee), Păduri de pin oro-mediteraneene de altitudine, Pante stâncoase calcaroase cu vegetație casmofită, Păduri de fag din Apenini cu Abies alba și păduri de fag cu Abies nebrodensis.
La baza desemnării sitului se află mai multe specii protejate:
- plante (1): Stipa austroitalica
- păsări (3): acvilă de munte (Aquila chrysaetos), cojoaica de pădure (Certhia familiaris), muscar-gulerat (Ficedula albicollis)
- mamifere (1): lupul (Canis lupus)

Pe lângă speciile protejate, pe teritoriul sitului au mai fost identificate 11 specii de plante, 3 specii de nevertebrate.